# Таймень звичайний
Звичайний тайме́нь, або тайме́нь (Hucho taimen) — риба роду таймені родини лососевих.
Найбільший представник родини лососевих, досягає довжини 1,5-2 м і ваги 60-80 кг.
Відкладає від 10 до 34 тисяч ікринок, мальки вилуплюються приблизно через один місяць.

## Опис

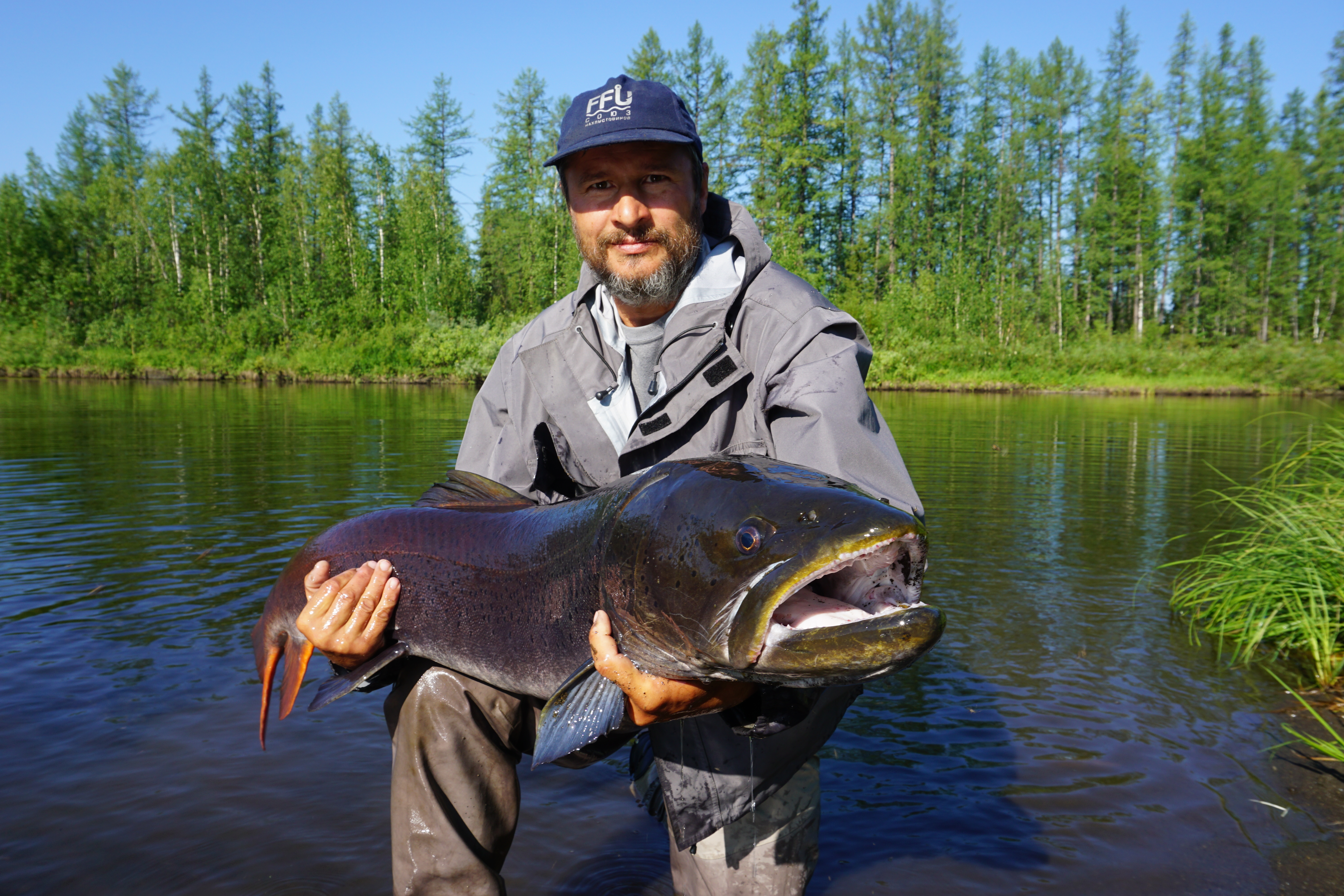
Трофейний таймень

Забарвлення варіюється географічно, але, як правило, оливково-зелене на голові, поєднуючись із червонувато-коричневим ближче до хвоста. Жирові, анальні та хвостові плавники часто темно-червоні. Черево від майже білого до темно-сірого. Таймень, ймовірно, найбільший представник лососевих у світі.Більшість виловлених дорослих рибин важать від 15 до 30 кг. Середня довжина становить від 70 до 120 см. Максимальна довжина становить приблизно від 150 до 180 см. Найбільший зафіксований розмір риби, виловленої в річці Котуй у Росії в 1943 році, становить 210 см довжиною і вагою 105 кг. Світовий рекорд IGFA становить 45,80 кг при довжині 150 см. Може доживати до щонайменше 55 років.

## Поширення і середовище проживання
Мешкає в прісній воді — річках і проточних холодноводних озерах, ніколи не виходить у море, любить швидку течію.
Таймень розповсюджений від басейну Волги, та Передуралля (басейни річок Печори і Ками) до східних окраїн Якутії і півдня Далекого Сходу (річки Яна, Алдан, Уда, Тугур, в Амурі з його притоками Гур, Біра, Катен, Кафен, Сукпай, Кур, Тунгуска, Анюй, Хор), на Сахаліні (нерест у річках Тим і Поронай). Водиться в Хакасії в річці Абакан. Зустрічається також біля витоків річки Бія (Телецьке озеро, Республіка Алтай), і в річці Катунь. Поширений у сибірських річках Єнісей, Ангара, Мала і Велика Біла, Чикой, Онот, Урік, Ока, але вже в обмеженій кількості. У Забайкаллі зберігся в річках Онон, Вітім, але на території Монголії в цій річці риби набагато більше. У республіці Бурятія — в річці Уда. У Приморському краї поширений в притоках річки Амур: Уссурі, Бікін, Велика Уссурка, а також в оз. Ханка.
Таймень не мігрує, але виявляє підвищену швидкість руху в нерестовий сезон. Середній розмір домашнього ареалу тайменя в річках Монголії становить 23 кілометри, але деякі особини можуть віддалятися і на 93 кілометри.

## Раціон
Дорослі таймені харчуються переважно іншою рибою, хоча також часто їдять наземну здобич, таку як гризуни та птахи.

## Інші відомості
Влітку мешкає в гірських річках з холодною водою, взимку виходить також у рівнинні річки басейну Амуру.
Влітку таймень ловиться спінінгом на різні блешні, джиг-головки, штучних мишей, взимку — на «махалку» із зимовими блешнями.
Таймень, як і інші лососеві риби, некістлявий, м'ясо ніжне, жирне, блідо-рожевого кольору.

## Охоронний статус
Занесений до Червоної книги Росії, Червоної книги ХМАО-Югри, Червоної книги Іркутської області та інших.